# Cesarina Vighy
Cesarina Vighy (Venezia, 31 maggio 1936 – Roma, 1º maggio 2010) è stata una bibliotecaria, scrittrice e attrice teatrale italiana.

## Biografia
Nata a Venezia nel 1936, da Maria D'Alberton e Dino Vighy (importante figura intellettuale della città), consegue la maturità presso il Liceo Classico Marco Polo. Ancora giovanissima, diventa una piccola stella del Teatro Universitario di Ca’ Foscari e del Teatro a' L'Avogaria di Giovanni Poli con il quale partecipa a diverse tournée in giro per l'Europa. Si iscrive successivamente alla Facoltà di Lettere dell'Università degli Studi di Padova ma già alla fine degli anni Cinquanta decide di seguire il suo professore, Attilio Degrassi, trasferendosi a Roma dove si laurea in Epigrafia latina con una tesi sulla condizione dell'attore in epoca romana. 
Stabilitasi nel quartiere Trastevere con il marito Giancarlo e la figlia Alice, nel 1982, dopo un periodo di attività al Ministero per i beni e le attività culturali, comincia a lavorare presso la Biblioteca di storia moderna e contemporanea, nello storico palazzo Mattei di Giove, in cui resta fino alla pensione.
Nel 2009, all'età di settantatré anni e già gravemente malata di sclerosi laterale amiotrofica (SLA), grazie anche alla figlia Alice Di Stefano, direttore editoriale di Fazi Editore e compagna dell'editore Elido Fazi, esordisce con L'ultima estate, un romanzo dai forti spunti autobiografici, che vince il Premio Campiello opera prima, il Premio Cesare De Lollis, ed entra nella cinquina del Premio Strega di quell'anno. 
Muore nel maggio del 2010, due giorni dopo l'uscita del suo secondo libro, Scendo. Buon proseguimento, un addio in forma epistolare costruito con un corpus di mail spedite a familiari e amici.

## Opere
- L'ultima estate, Roma, Fazi Editore, 2009 codice ISBN 9788864110127. Premio Campiello opera prima 2009, Premio Cesare De Lollis, finalista al Premio Strega 2009[12].
- Scendo. Buon proseguimento, Roma, Fazi Editore, 2010 codice ISBN 9788864111032. Introduzione di Vito Mancuso.
- L'ultima estate, edizione tascabile, Milano, TEA (editore), 2012.
- L'ultima estate e altri scritti, Fazi Editore, 2017. Codice ISBN 9788893252065. Introduzione di Pier Vincenzo Mengaldo.

Audiolibri
- Ottavia Piccolo legge L'ultima estate, Audiolibro, 4 CD Audio, Emons editore, 2009. Codice ISBN 9788895703480.

Edizioni estere de L'ultima estate
- Mein letzter Sommer (German Edition), Hoffmann und Campe, 2010.
- El último verano (Spanish Edition), Roca Editorial, 2010.
- Ostatnie lato (Polish Edition), M, 2010.
- Deze laatste zomer (Dutch Edition), Orlando, 2010.
- Le monde à ma fenêtre (French Edition), Éditions du Seuil, 2011.
- Mein letzter Sommer (German Edition) Btb Verlag, 2012
- O último verão (Português Edition), Bertrand Brasil, 2014.
- Musim Panas Terakhir (Indonesia), Yayasan, 2024.